# Chromomnesicles rubrithorax
Chromomnesicles rubrithorax är en insektsart som beskrevs av Marius Descamps 1974. Chromomnesicles rubrithorax ingår i släktet Chromomnesicles och familjen Chorotypidae. Inga underarter finns listade i Catalogue of Life.